# 沖縄切手

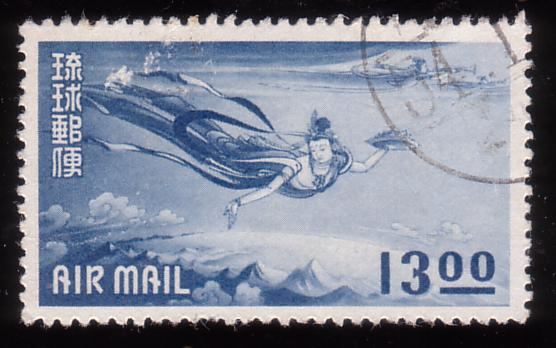
沖縄切手（1951年発行の凹版印刷の航空切手）

沖縄切手（おきなわきって）は、アメリカ軍統治下の沖縄で使用された切手。琉球切手（りゅうきゅうきって）とも呼ぶが、後述するように沖縄切手と琉球切手を別の意味で使うこともある。日本郵政公社が使用する「琉球切手」という語は広義の意味を持つ。一部の例外を除き、沖縄切手は日本の大蔵省印刷局（現在の国立印刷局）が印刷していた。
沖縄返還後の1972年6月3日をもって効力が停止されており、切手趣味の分野では「デッド・カントリー」（既に存在しない国家・政体等が発行したもの）に区分される。

## 定義

### 広義の沖縄切手（琉球切手）
1945年のアメリカ軍の沖縄占領から1972年5月14日の本土復帰前日までに琉球で発行された切手を指す。「琉球郵便」という文字が入っている。

### 狭義の沖縄切手
1945年のアメリカ軍占領から、1953年6月までに、アメリカ軍統治下の沖縄（奄美群島も含む）で発行された切手。

### 狭義の琉球切手
1953年7月1日から1972年5月14日まで、琉球政府の郵政局（後に琉球郵政庁）が発行した切手。初期のものはB円建てで、後期のものはドル（セント）建ての金額表示がある。1972年6月3日限りで使用が禁止された。それ以降の手持ち切手は6月30日までは県内全郵便局、8月31日まで那覇、沖縄宮古、八重山の各郵便局で日本切手と交換された。

### 備考
全世界の切手収集家に広く使われているスコットカタログ（Scott catalogue）では沖縄切手をアメリカ切手の一部として掲載している（目次では"Ryukyu Islands "）。

## 概要

### 沖縄戦直後の切手
1945年6月23日に沖縄戦終結した後の沖縄県は、鹿児島県所属であった奄美群島などを加え、4つの地区に分割統治された。沖縄本島では、沖縄諮詢会が通信部を設置し、9月から無料で郵便の取り扱いを再開した。1946年10月からは郵便事業が有料となったが、切手の代わりに料金収納印が代用された。旧宮古支庁では、宮古群島郵便局が12月から在庫があった戦前の切手を用いて郵便事業を再開し、宮古民政府通信部が発足した1946年2月からは通信部長の認印を押したものが使われた。このように、沖縄戦直後の沖縄では戦前の切手の在庫に各群島の民政府通信部長の私印や検印を押したものが使われた。判を押したのは、一般人が持っていた在庫の切手と区別するためである。末期には日本からわざわざ新品の切手を取り寄せ、これに印を押したものもある。このため種類は非常に多いが、現存するものは少ない。なお、久米島では郵便局長が米軍の許可を得て謄写版などで独自に印刷した切手（久米島切手）がある。

### 沖縄切手の発行

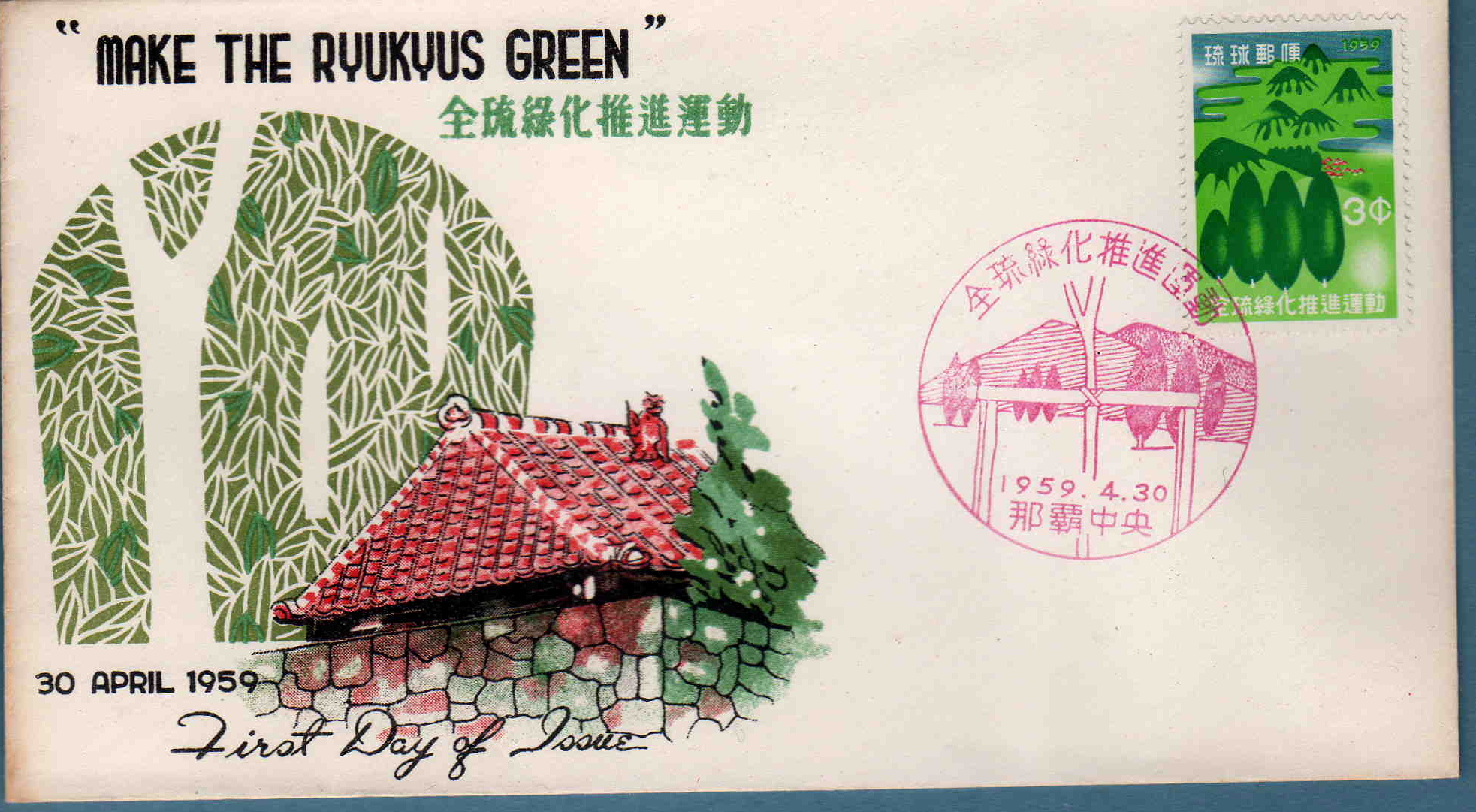
全琉緑化推進運動3セント切手の初日カバー（1959年4月30日）

1948年7月1日から、独自デザインと「琉球郵便」表示による切手が発行されるようになった。4種類のB円によるもので、各群島政府に配布された。1951年に4つの群島政府をまとめて琉球臨時政府を置くと、郵便事業をまとめる琉球郵政庁を設立、1952年4月1日に琉球政府が成立すると、郵便は琉球政府の管轄となり、その後は「琉球郵便」の文字の入った琉球切手が発行された。
1958年にB円が廃止され、通貨が米ドルに変更されると琉球切手もドル表記となり、大半が3セントまたは1.5セントで発行された。
琉球切手の意匠は、スタンプや官製葉書を含め、大半が沖縄在住の画家やデザイナーにより作られた。沖縄独自の文化を反映したデザインであることから、年が経つにつれて人気が高まり、外貨獲得にも大きな役割を果たした。

### 使用停止と沖縄切手の投機
しかし、沖縄県の復帰に伴い1972年6月3日で使用が停止された。最後に発行されるゆしびんの5セント切手が発行される4月20日には、前日から郵便局前に購入を待つ者が徹夜で殺到する事態となった。復帰までに発行された沖縄切手は改訂版を含む259種に上る（普通・記念228種、航空30種、速達1種。不発行3種は除く）。
1971年から1973年にかけて「復帰により今後発行されなくなる」「沖縄切手は日本本土復帰によって日本切手になる」「沖縄切手は日本本土の切手に比べて発行枚数が少ないので値上がりは必至である」と本土の一部業者が煽り、投機目的で新規発行される切手を求めて大行列ができるなど社会現象化した。ついには郵便局の前に本土からの買付業者が群がり、正価の3倍もの値段で買い取っていったケースもあった。背景には、1971年12月に琉球郵政庁が「本土復帰による混乱を避ける」ことを名目に、沖縄以外の収集家や切手商に対して行っていた新発行の切手の通信販売を打切り、1972年発行分の切手には直接沖縄の郵便局の窓口に行かなければ切手を購入出来ない事態が生じたためであった。この事態に対し、地元沖縄の切手収集団体である琉球郵趣会は抗議し、改善策も示したが、琉球郵政庁はこれを完全に無視した。こうして集められた切手は本土の百貨店等で販売され、実態とかけ離れた高額な値段で取り引きされた。たとえば1958年の「守礼門復元記念」切手は額面200円だが10枚シート1万円超の売価をつけ、切手投機業者の手で販売されていた。全盛期には投機をあおる本なども多数出版され、数名の知名度のある切手収集家が切手投機業者に雇われ、「切手評論家」「切手コンサルタント」を名乗り、沖縄切手の高騰の「裏付け」を行った。また、沖縄切手の高騰を仕掛けた切手投機業者を中心とした一部の切手商によるグループ「全日本切手商協会」を結成。沖縄切手のみならず、一部の日本切手や彼らによって作成される初日カバーの投機も行っていた。これに対し、日本最大の切手収集団体である日本郵趣協会は1972年4月頃に「異常な沖縄切手投機に警告する」という声明を出し、沖縄切手投機に反対する姿勢を取った。その理由には、沖縄切手といった「デッド・カントリー」切手に区分される切手は新切手が発行されなくなることで、収集家から集められなくなり市場価格が低下するのが実情であるが、現在の沖縄切手の高騰は投機業者が仕組んた架空のものであり、必ず暴落することが背景にあった。対策として、収集家予備軍であるジュニア層が切手投機に巻き込まれているとして、ジュニア層向けの切手誌を創刊したり、「守礼門復元記念」切手の原寸大の模造品を作成して無料配布を行った。また、切手商の業界団体である全日本郵便切手商組合は自身で発行する切手カタログで「守礼門復元記念」切手を200円と表記するなど、すべての沖縄切手に対し実態に基づいた評価額を示した。これに対し、切手評論家の一人は、切手商組合製のカタログの守礼門切手の評価について、当時複数の新聞に持っていた自らの切手関連のコラムで「組合加盟の切手商でも200円で売る店は存在しないインチキな評価額」という記事を数回に渡って書き続け、これに激怒した切手商組合から名誉毀損などで告訴された。1973年5月に読売新聞によって「ネズミ講切手版」という記事が掲載されたことで沖縄切手の投機の実態が報じられた。切手投機業者は主催する百貨店での即売会の会場をことあるごとに変えることで、沖縄切手の高騰を繰り返し仕掛けたことや、「沖縄切手を買い戻す意志はない」と返答した。また、沖縄切手の高騰を信じた者たちにより換金の動きが起こり、これに慌てた切手投機業者は「沖縄切手市場が閉鎖された」として換金を阻止したことで大暴落し、損失を抱える者が続出した。それらの中にはお年玉を使い果たした小学生や、家の現金20万円を盗んだ子供が沖縄切手を買い集め、換金しようとしたらその半額以下にしかならなかったケースなどもおり、また、損失を抱えた者の中に自殺者や、多額の借金を抱えて借金元に殺害される事件が起こるなど社会問題となった。また、多数の切手商と取引のあったある切手の卸売業者は、沖縄切手のオークションを開き、同社の社長が怒鳴り声を上げながらその場の空気を煽ったが、逆に入札価格を下げるという異様なオークションとなった。沖縄切手の暴落後、切手投機業者は巻き返しを図り、投機反対の立場を撮っていた日本郵趣協会へのバッシングを行った。ある夕刊紙に「郵趣協会は健全な切手趣味を普及し、本拠地である郵趣会館(1969年〜1996年に渋谷区代々木に所在)は切手収集家のために建てられたのに、設立者であり理事長とその一族によって私物化されている」という記事を書かせたり、ある切手コンサルタントは切手投機業者の機関紙で「郵趣協会は中国が発行したパンダ切手で暴利を貪っている」「郵趣協会の会費は同協会が出版する切手誌の年間購読料でしかない」と難癖をつけた。日本郵趣協会の切手誌「郵趣」1973年12月号の投書欄に、投機業者の仲間を名乗る匿名の人物が「切手投機業者は手先の人間を複数郵趣協会の会員にして潜り込ませて撹乱工作を行っている」という投書と関連する資料を寄越した。また、個々の郵趣協会会員に対して、前述の夕刊紙や投機業者によるバッシングの記事のコピーをジュニア層の会員を中心に郵送して、日本郵趣協会に反感を持たせようとする嫌がらせを行った。これらのバッシングに対して、当時の日本郵趣協会理事長の水原明窓は「一言でも反論すれば、自分たちまでも下劣な投機業者と同じレベルになってしまう」と一切の反論を行わなかった。他には「現在、切手収集界では同業者同士で中傷合戦が行われているが、ここは皆が一つのテーブルに集まって問題解決を行うべきだ」と主張したり、1975年には、現存数一枚、世界で最も高価な「英領ギアナ1セント切手」日本初公開を掲げた「万国切手博覧会」という即売会形式のイベントを都内の百貨店で開催した。沖縄切手に関しては、全盛期ほどではないが、引き続き架空の値段のつり上げを行った。しかし、これらの切手投機業者による巻き返し策はいずれも不調に終わり、1970年代後期になると切手収集の人気は下がり、沖縄切手の高騰を仕掛けた切手投機業者は1980年頃に倒産した。
なお、一時は正価とかけ離れたこれらの切手（未使用品）は現在、正常な評価額に戻っているが、一方で当時の使用実態がよく分かる使用済み切手の人気が高まっていることから、その一部に消印の偽造等が発見されている。

## 記念切手一覧

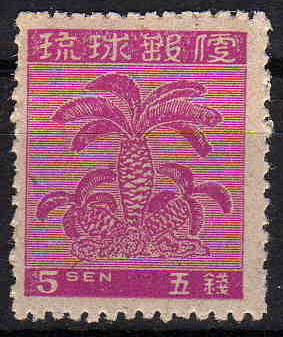
ソテツ5銭切手（1948年7月1日）最初に発行された4種類の一つ

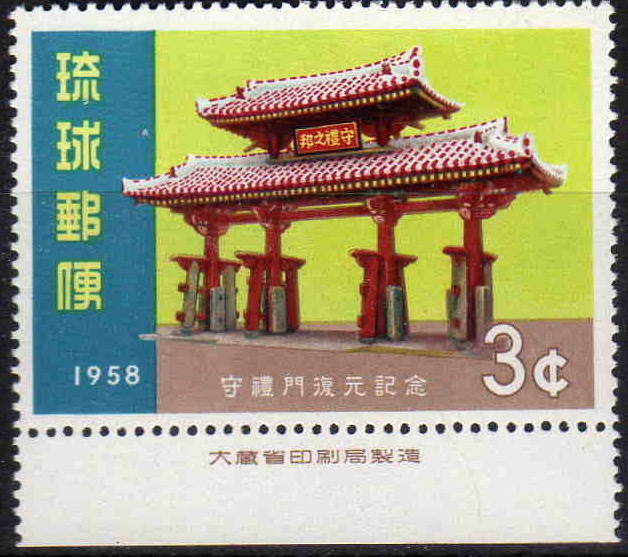
守礼門復元記念切手（1958年10月15日）「大蔵省印刷局製造」の表記がある。

| 題                                             | 額面  | 発行日         | 意匠 |
| ---------------------------------------------- | ----- | -------------- | --- |
| 琉球大学開校記念                               | 3円   | 1951年2月12日  | 校舎と首里城のシルエット                                                                                  |
| 植林記念                                       | 3円   | 1951年2月19日  | 松の木（琉球松）とうろこ模様                                                                              |
| 琉球政府創立記念                               | 3円   | 1952年4月1日   | 鳩と双葉と琉球列島                                                                                        |
| ペルリ来琉百年記念                             | 3円   | 1953年5月29日  | ペリー提督と琉球執政の会見                                                                                |
| ペルリ来琉百年記念                             | 6円   | 1953年5月29日  | ペリー提督とその艦隊                                                                                      |
| 第3回新聞週間記念                              | 4円   | 1953年10月1日  | 鉛筆を象った紙型と太田朝敷                                                                                |
| 第4回新聞週間記念                              | 4円   | 1954年10月1日  | 当真嗣合とペン                                                                                            |
| 甘藷伝来三百五十年記念                         | 4円   | 1955年11月26日 | 野国総管宮社殿と甘藷                                                                                      |
| 愛林週間記念                                   | 4円   | 1956年2月18日  | 森林 |
| 自動式電話開通記念                             | 4円   | 1956年6月8日   | 電話とダイヤル                                                                                            |
| 第7回新聞週間記念                              | 4円   | 1957年10月1日  | 地図とロケット風の鉛筆                                                                                    |
| 郵便切手発行十周年記念                         | 4円   | 1958年7月1日   | 三種の切手（凹版天女航空切手：60円、民族舞踊シリーズ「ななみちき」：14円、第一次普通切手「ソテツ」：5銭） |
| 守礼門復元記念                                 | 3 c   | 1958年10月15日 | 復元なった守礼門                                                                                          |
| 全琉緑化推進運動                               | 3 c   | 1959年4月30日  | 樹木と山と村落                                                                                            |
| 日本生物教育会沖縄大会記念                     | 3 c   | 1959年7月23日  | ヨナグニサン                                                                                              |
| 琉球大学開学十周年記念                         | 3 c   | 1960年5月22日  | 琉大バッジと数字（1950と1960が重なっている）                                                              |
| 第八回九州各県対抗陸上競技大会                 | 3 c   | 1960年11月6日  | 名護湾と聖火                                                                                              |
| 第八回九州各県対抗陸上競技大会                 | 8 c   | 1960年11月6日  | ランナーのスタート                                                                                        |
| 国勢調査記念                                   | 3 c   | 1960年12月1日  | 朝日と白鷺                                                                                                |
| 全琉緑化推進運動                               | 3 c   | 1961年5月1日   | 松 |
| 那覇市制四拾周年記念                           | 3 c   | 1961年5月20日  | 港と御冠船と那覇市章                                                                                      |
| 糸満町兼城村高嶺村三和村合併記念               | 3 c   | 1961年10月1日  | 白銀堂 |
| 第10回読書週間                                 | 3 c   | 1961年11月12日 | 書籍とハト                                                                                                |
| 琉球政府創立十周年記念                         | 1.5 c | 1962年4月1日   | 階段と琉球政府庁舎                                                                                        |
| 琉球政府創立十周年記念                         | 3 c   | 1962年4月1日   | 琉球政府庁舎                                                                                              |
| 国際マラリア防遏事業記念                       | 3 c   | 1962年4月7日   | ハマダラカ                                                                                                |
| 国際マラリア防遏事業記念                       | 8 c   | 1962年4月7日   | 守礼門とWHOマーク                                                                                         |
| 子供の日                                       | 3 c   | 1962年5月5日   | コケシ人形とアダン葉の細工                                                                                |
| 切手趣味週間                                   | 3 c   | 1962年7月5日   | 赤絵碗 |
| 全日本東西対抗剣道大会記念                     | 3 c   | 1962年7月25日  | 剣道の構えに空と海・島の遠景                                                                              |
| 成人の日                                       | 3 c   | 1963年1月15日  | 男女の浮彫                                                                                                |
| 全琉緑化推進運動                               | 3 c   | 1963年3月25日  | 並木と森                                                                                                  |
| 沖縄本島一周道路完成記念                       | 3 c   | 1963年4月30日  | 沖縄本島一周道路鳥瞰図                                                                                    |
| 愛鳥週間記念                                   | 3 c   | 1963年5月10日  | サシバの群れ                                                                                              |
| 塩屋橋完成記念                                 | 3 c   | 1963年6月5日   | 塩屋内海と橋                                                                                              |
| 切手趣味週間                                   | 3 c   | 1963年7月1日   | 堆錦碗（ついきんわん）                                                                                    |
| 国際青年会議所沖縄会議記念                     | 3 c   | 1963年9月16日  | アジアの地図と大会マーク                                                                                  |
| 文化財保護育成週間                             | 3 c   | 1963年11月1日  | 中城城跡                                                                                                  |
| 世界人権宣言15周年記念                         | 3 c   | 1963年12月10日 | 拳と炎 |
| 母の日                                         | 3 c   | 1964年5月10日  | 赤いカーネーション                                                                                        |
| 農業センサス記念                               | 3 c   | 1964年6月1日   | パイナップルと甘蔗畑                                                                                      |
| 切手趣味週間                                   | 3 c   | 1964年7月1日   | ミンサー帯                                                                                                |
| 琉球ガールスカウト創立10年記念                 | 3 c   | 1964年8月31日  | 大会旗と少女団員                                                                                          |
| 日琉マイクロ回線開通記念                       | 3 c   | 1964年9月1日   | マイクロ回線施設                                                                                          |
| 日琉マイクロ回線開通記念                       | 8 c   | 1964年9月1日   | アンテナと地図                                                                                            |
| オリンピック東京大会沖縄聖火リレー記念         | 3 c   | 1964年9月7日   | 守礼門と聖火と五輪マーク                                                                                  |
| 文化財保護強調週間                             | 3 c   | 1964年11月1日  | 宮良殿内                                                                                                  |
| 琉球ボーイスカウト創立10年記念                 | 3 c   | 1965年2月6日   | 守礼門とボーイスカウト                                                                                    |
| 奥武山陸上競技場完成記念                       | 3 c   | 1965年7月1日   | 奥武山陸上競技場                                                                                          |
| 金武発電所竣工記念                             | 3 c   | 1965年7月1日   | 金武発電所                                                                                                |
| 切手趣味週間                                   | 3 c   | 1965年7月1日   | 蛇皮線とばち                                                                                              |
| 国際連合創立20周年記念                         | 3 c   | 1965年8月24日  | 国際協力マークと沖縄                                                                                      |
| 那覇市新庁舎落成記念                           | 3 c   | 1965年9月18日  | 新庁舎全景と那覇市章                                                                                      |
| 愛鳥週間記念                                   | 3 c   | 1966年5月10日  | リュウキュウツバメ                                                                                        |
| 慰霊の日                                       | 3 c   | 1966年6月23日  | 百合と戦跡                                                                                                |
| 琉球大学政府移管記念                           | 3 c   | 1966年7月1日   | 琉球大学全景とバッジ                                                                                      |
| 切手趣味週間                                   | 3 c   | 1965年8月1日   | 沈金御供飯（ちんきんうくふぁん）                                                                          |
| ユネスコ創立20周年記念                         | 3 c   | 1966年9月20日  | 瓦屋根とユネスコのマーク                                                                                  |
| 政府立博物館新館落成記念                       | 3 c   | 1966年10月6日  | 博物館と竜頭                                                                                              |
| 文化財保護強調週間                             | 3 c   | 1966年11月1日  | 仲宗根豊見親の墓（宮古島・平良）                                                                          |
| 切手趣味週間                                   | 3 c   | 1967年4月20日  | 厨子瓶 |
| 国際観光年記念                                 | 3 c   | 1967年9月11日  | 赤瓦屋根とマーク                                                                                          |
| 琉球結核予防会創立15周年記念                   | 3 c   | 1967年10月13日 | 検診車 |
| 文化財保護強調週間                             | 3 c   | 1967年11月1日  | 円覚寺放生橋                                                                                              |
| 宮古・八重山テレビ放送局開局記念               | 3 c   | 1967年12月22日 | 地図とテレビ塔                                                                                            |
| 牛痘種痘実施120年記念                          | 3 c   | 1968年3月15日  | 医師・仲地紀仁                                                                                            |
| 切手趣味週間                                   | 3 c   | 1968年4月18日  | 雲竜彫印籠                                                                                                |
| 第10回国際図書館週間記念                       | 3 c   | 1968年5月13日  | 本を求める人と図書館                                                                                      |
| 郵便切手発行20年記念                           | 3 c   | 1968年7月1日   | 郵便職員の服装と切手（第一次普通切手「ユリ」40銭）                                                        |
| 円覚寺総門復旧落慶記念                         | 3 c   | 1968年7月15日  | 円覚寺総門                                                                                                |
| としよりの日                                   | 3 c   | 1968年9月15日  | 老人踊 |
| 文化財保護強調週間                             | 3 c   | 1968年11月1日  | 弁財天堂                                                                                                  |
| 第35回日本男子東西対抗軟式庭球大会記念         | 3 c   | 1968年11月23日 | ソフトテニス                                                                                              |
| 第20回全日本社会人アマボクシング選手権大会記念 | 3 c   | 1969年1月3日   | ボクシング選手                                                                                            |
| 切手趣味週間                                   | 3 c   | 1969年4月17日  | 螺鈿硯屏（らでんけんびょう）                                                                              |
| 沖縄本島・先島間UHF回線開通記念                | 3 c   | 1969年7月1日   | 沖縄地図とアンテナ                                                                                        |
| 第22回全国造形教育研究大会記念                 | 3 c   | 1969年8月1日   | 守礼門と関連団体のマーク                                                                                  |
| 文化財保護強調週間                             | 3 c   | 1969年11月1日  | 中村家住宅                                                                                                |
| ハワイ移住70年記念                             | 3 c   | 1969年12月5日  | 当山久三銅像と沖縄及びハワイの地図                                                                        |
| 切手趣味週間                                   | 3 c   | 1970年4月15日  | ヤーシ小（やーしぐわ）                                                                                    |
| 海中展望塔完成記念                             | 3 c   | 1970年5月22日  | 海中展望塔と熱帯魚                                                                                        |
| 国勢調査記念                                   | 3 c   | 1970年10月1日  | デフォルメ化された沖縄の地図と沖縄諸島の人々                                                              |
| 文化財保護強調週間                             | 3 c   | 1970年11月2日  | 宇根の大ソテツ                                                                                            |
| 国政参加記念                                   | 3 c   | 1970年11月2日  | 国旗と国会議事堂と沖縄                                                                                    |
| 切手趣味週間                                   | 3 c   | 1971年4月15日  | タークー（湯庫）                                                                                          |
| 那覇市制施行50周年記念                         | 3 c   | 1971年5月20日  | 市章と新旧の市街                                                                                          |
| 文化財保護強調週間                             | 4 c   | 1971年12月1日  | 桃林寺仁王像                                                                                              |
| 看護教育25周年記念                             | 4 c   | 1971年12月24日 | 看護学生と灯                                                                                              |
| 沖縄返還協定批准記念                           | 5 c   | 1972年4月17日  | 日米国旗と鳩                                                                                              |
| 切手趣味週間                                   | 5 c   | 1972年4月20日  | ユシビン                                                                                                  |

### シリーズ切手一覧
- 文化財シリーズ（建造物）
  - まだんばし（1円） - 1952年11月20日発行。
  - 首里城（2円） - 1952年11月20日発行。
  - 守礼門（3円） - 1952年11月20日発行。
  - 崇元寺石門（6円） - 1953年1月20日発行。
  - 弁財天堂（10円） - 1953年1月20日発行。
  - 園比屋武御嶽（30円） - 1953年1月20日発行。
  - たまおどん（50円） - 1953年1月20日発行。
  - 放生池石橋（100円） - 1953年1月20日発行。
- 文化財シリーズ（工芸品）
  - 抱瓶（だちびん、4円） - 1954年6月25日発行。1960年8月3日に額面を9セントに改訂。
  - 東道盆（とぅんだーぶん、15円） - 1955年6月20日発行。1960年8月3日に額面を19セントに改訂。
  - かすり（20円） - 1956年6月20日発行。1960年8月3日に額面を35セントに改訂。
- 民族舞踊シリーズ
  - やなぎ節（5円） - 1956年5月1日発行。1960年8月3日に額面を14セントに改訂。
  - むんじゅる（8円） - 1956年5月1日発行。
  - ななみちき（14円） - 1956年5月1日発行。1960年8月3日に額面を27セントに改訂。
- 動植物シリーズ（第一次と第二次では『琉球郵便』の文字の大きさが異なる。）
  - ブッソウゲ（1/2セント） - （第一次）1959年8月10日、（第二次）1961年1月10日発行。
  - ツノダシ（3セント） - （第一次）1959年8月10日、（第二次）1961年8月23日発行。
  - タイコガイ（8セント） - （第一次）1959年8月10日、（第二次）1960年7月1日発行。
  - コノハチョウ（13セント） - （第一次）1959年8月10日、（第二次、図柄のデザインが第一次と異なる）1960年7月1日発行。
  - アカクラゲ（17セント） - （第一次）1959年8月10日、（第二次）1960年7月1日発行。
  - 月下美人（1+1/2セント） - （第二次のみ）1963年4月5日発行。
- 民族舞踊切手（1961.9.1以降の版には英字が追加された。）
  - むんじゅる（1セント） - 1960年11月1日発行。1961年12月5日英字入発行。
  - ぬふわ節（2+1/2セント） - 1960年11月1日発行。1962年6月20日英字入発行。
  - はとま節（5セント） - 1960年11月1日発行。1962年6月20日英字入発行。
  - はなふう（10セント） - 1960年11月1日発行。1962年6月20日英字入発行。
  - 伊野波節（ぬふあぶし、ぬふわ節の色違い）（4セント） - 1971年11月1日発行。
  - しゅどうん（20セント） - 1964年1月20日発行。
  - しのび（25セント） - 1962年2月1日発行。
  - 上り口説（50セント） - 1961年9月1日発行。
  - こてい節（1ドル） - 1961年9月1日発行。
- 花切手（1962.6.1- 発行）
  - ユウナ（1/2セント）
  - サンダンカ（2セント） - 1971年9月30日発行。
  - デイゴ（3セント） - 1969年10月15日には1/2セントに額面を改訂。
  - オオゴチョウ（3セント） - 1971年5月10日発行。
  - イジュ（8セント）
  - テンサグ（13セント）
  - ハマオモト（15セント） - 1963年10月15日発行。
  - サンニン（17セント）
- 空手シリーズ
  - ナイハンチ（3セント） - 1964年10月5日発行。
  - 巻藁（3セント） - 1965年2月5日発行。
  - 組手（3セント） - 1965年6月5日発行。
- 亀シリーズ
  - セマルハコガメ（3セント） - 1965年10月20日発行。
  - タイマイ（3セント） - 1966年1月20日発行。
  - リュウキュウヤマガメ（3セント） - 1966年4月20日発行。
- 天然記念物シリーズ
  - ノグチゲラ（3セント） - 1966年2月15日発行。
  - ケラマジカ（3セント） - 1966年3月15日発行。
  - ジュゴン（3セント） - 1966年4月20日発行。
- 熱帯魚シリーズ
  - ハマクマノミ（3セント） - 1966年12月20日発行。
  - ハコフグ（3セント） - 1967年1月10日発行。
  - フエヤッコ（3セント） - 1967年4月10日発行。
  - モンガラカワハギ（3セント） - 1967年5月25日発行。
  - セグロチョウチョウウオ（3セント） - 1967年6月10日発行。
- 貝シリーズ
  - チョウセンフデ（3セント） - 1967年7月20日発行。
  - ホネガイ（3セント） - 1967年8月30日発行。
  - スイジガイ（3セント） - 1968年1月18日発行。
  - ヤコウガイ（3セント） - 1968年2月20日発行。
  - ベニソデガイ（3セント） - 1968年6月5日発行。
- 蟹シリーズ
  - ミナミコメツキガニ（3セント） - 1968年10月10日発行。
  - リュウキュウシオマネキ（3セント） - 1969年2月5日発行。
  - ヤクジャマガニ（3セント） - 1969年3月5日発行。
  - ギターサオカガニ（3セント） - 1969年5月15日発行。
  - ツノメガニ（3セント） - 1969年6月2日発行。
- 民俗行事シリーズ
  - チナヒチ（3セント） - 1969年8月1日発行。
  - ハーリー（3セント） - 1969年9月5日発行。
  - イザイホー（3セント） - 1969年10月3日発行。
  - ウシデーク（3セント） - 1970年1月20日発行。
  - ウンジャミ（3セント） - 1970年2月27日発行。
- 組踊シリーズ
  - 執心鐘入（3セント） - 1970年4月28日発行。
  - 人盗人（3セント） - 1970年5月29日発行。
  - 銘苅子（3セント） - 1970年6月30日発行。
  - 二童敵討（3セント） - 1970年7月30日発行。
  - 孝行の巻（3セント） - 1970年8月25日発行。
- 偉人シリーズ
  - 謝花昇（3セント） - 1970年9月25日発行。
  - 蔡温（3セント） - 1970年12月22日発行。
  - 宜湾朝保（3セント） - 1971年1月22日発行。
- 民具シリーズ
  - ジバタ（3セント） - 1971年2月16日発行。
  - ヤーマ（3セント） - 1971年3月16日発行。
  - シュルンヌとクバカサ（3セント） - 1971年4月30日発行。
  - シリウーシ（3セント） - 1971年5月20日発行。
  - 海フジョウとユートイ（3セント） - 1971年6月15日発行。
- 政府立公園シリーズ
  - 沖縄戦跡政府立公園（摩文仁丘、3セント） - 1971年7月30日発行。
  - 沖縄海岸政府立公園（羽地内海、3セント） - 1971年8月30日発行。
  - 旧・与勝海上政府立公園（藪地島、4セント） - 1972年1月20日発行。
- 海洋シリーズ
  - 夕日と鳥（5セント） - 1972年3月21日発行。
  - 珊瑚礁（5セント） - 1972年3月30日発行。
  - 海鳥と島（5セント） - 1972年4月14日発行。

### 不発行となった記念切手
- 平良市・下地町合併記念（マーウベーと曲玉、3セント） - 1961年10月30日発行予定
  - 同日に予定されていた合併を記念する発行であったが、予定日直前に下地町議会が合併合意を破棄したため、不発行となった[注 8]。印刷数50万枚。
- 日米琉同記念植樹祭記念（日米国旗とクロマツ、3セント） - 1967年3月16日発行予定
  - 第17回植樹祭を記念して発行を予定したが、発行案内に原図を刷り込んで配布したところ、日章旗が星条旗より上に位置していることが民政府から問題視された[6]。琉球郵政庁と民政府公益事業局との協議の結果、発行中止が3月2日に決定、7日に公表された。その際、理由として挙げられたのが「図柄の星条旗と日の丸が単色であるのは国際的に問題がある」との文言であった。印刷数200万枚。
- 政府立公園シリーズ・西表政府立公園（マリユドゥの滝、4セント） - 1971年8月30日発行予定
  - 政府立公園シリーズの一種として発行を予定していた。しかし、外国為替変動相場制導入に伴うドル安により、沖縄の金融資産の目減りが予測された。これを最小化すべく、琉球政府の提案で実施された流通ドル確認作業の証紙に転用された。
  - 当初、紙幣に直接貼る計画であったことから5,000万枚印刷されたが、実施直前に確認証に貼り付ける方式に変更された。このため、不発行切手の中で唯一使用済が存在し、未使用の横流れ品も流通したため、市価も安価となっている。発行数29万5,096枚。

## 関連切手
最初の琉球切手発行から50年に当たる1998年には、郵政省から琉球切手をあしらったふるさと切手が発行された。最初に発行されたソテツ5銭切手と最後に発行されたゆしびん5セント切手があしらわれた2種類があり、「琉球切手50周年」と書かれている。